# والدین امانتی
والدین امانتی فیلمی در ژانر کمدی و خانوادگی به کارگردانی، نویسندگی و تهیه‌کنندگی حسین قناعت محصول سال ۱۳۹۹ است که در سال ۱۴۰۲ منتشر شد. والدین امانتی با نام سابق شپلوتکا براساس طرحی از حسین پوراسماعیل تولید گردیده‌است و پارسیا شکوری،سامیار محمدی و عسل قرائی از بازیگران این فیلم می باشند.

## داستان
روایتگر ماجراهای دختر و پسر نوجوانی است که به دلیل شرایط اقتصادی خانواده، آرزوی زندگی بهتری را می‌کنند. در نهایت و در ادامه داستان آرزوی آن‌ها برآورده می‌شود و تجربیات تازه‌ای را با خود به همراه می‌آورد که…

## بازیگران
- پارسیا شکوری
- سامیار محمدی
- عسل قرائی
- شبنم قلی‌خانی
- بیژن بنفشه‌خواه
- بهنوش بختیاری
- آناهیتا همتی
- یوسف صیادی
- فاطمه هاشمی
- رامین ناصرنصیر
- نادر سلیمانی
- شهرام قائدی
- عباس محبوب
- مرتضی زارع
- مهسا ایرانیان

## فیلمبرداری
این فیلم در راستای تحکیم خانواده و حمایت از محیط زیست ساخته شده‌است و بخش عمده لوکیشن‌های آن در جنگل‌های اطراف آمل روستای شاه‌کلا و عمارت منوچهری فیلمبرداری شد.